# Werner Lange (Admiral)

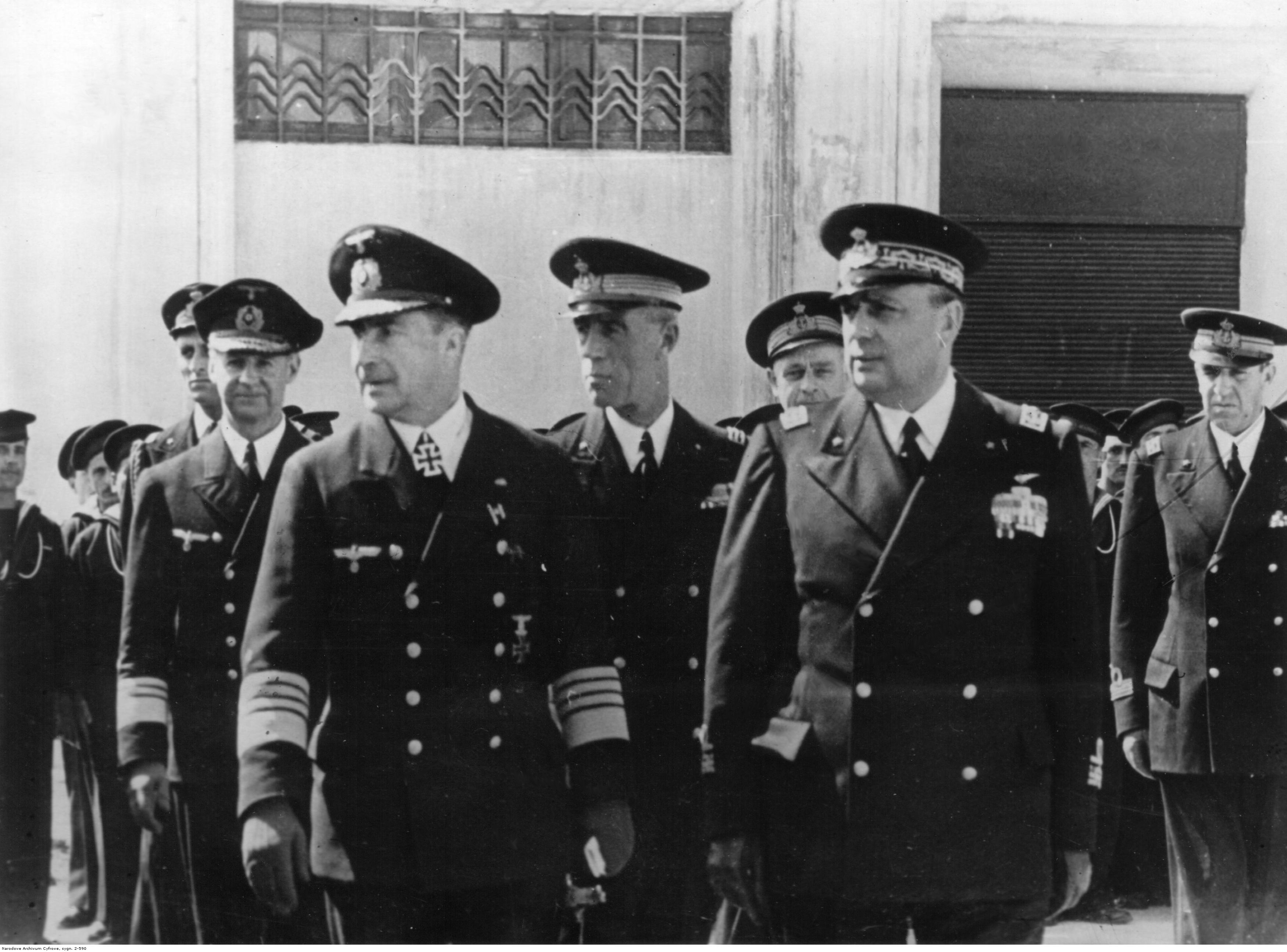
Admiral Kurt Fricke (vordere Reihe links) zu Besuch bei italienischen Marineeinheiten im Mai 1943. In der hinteren Reihe, erster von links, Vizeadmiral Werner Lange.

Werner Lange (* 18. Juli 1893 in Altenburg; † 19. November 1965 in Eutin) war ein deutscher Vizeadmiral der Kriegsmarine.

## Leben
Werner Lange trat im April 1912 in die Kaiserliche Marine ein. Bis Mai 1915 war er u. a. als Leutnant zur See und Adjutant auf der Friedrich der Große, auf welcher er bereits 1914 an einem Torpedolehrgang teilgenommen hatte, und kam dann bis September 1917 an die U-Boots-Schule zur Ausbildung. Hierfür absolvierte er von Mitte Juli 1917 bis Anfang September 1917 auf der Württemberg einen Lehrgang für Torpedooffiziere. Er war für kurze Zeit als Wachoffizier für UC 28 bei der U-Flottille Flandern vorgesehen, ging dann aber doch in der gleichen Position und Flottille bis Ende März 1918 auf UC 64. In dieser Position war er am 25. Dezember 1917 zum Oberleutnant zur See befördert worden. In der Folge war er bis Anfang Mai 1918 zur Verfügung der U-Flottille Flandern. Er übernahm bis 27. Juni 1918 UC 11 als Kommandant und musste aufgrund einer Erkrankung das Kommando an Kurt Utke abgeben. Lange wurde erneut mit Unterbrechung für eine Schießausbildung in der Ostsee bis 29. September 1918 zur Verfügung der U-Flottille Flandern gesetzt. Anschließend übernahm er UC 71 und wurde am 16. Dezember 1918 zusätzlich noch Kommandant der II. Unterseebootsflottille. Es folgten bis Kriegsende weitere Kommandierungen zur Verfügung.
Nach dem Krieg wurde er in die Reichsmarine übernommen und hier am 1. April 1922 Kapitänleutnant. Ab Oktober 1927 war er bis 23. März 1929 zum 1. Haupt-Lehrgang für Führergehilfenausbildung kommandiert und war dann kurz im März 1929 bei der Marineleitung. Vom 25. März 1929 bis 1. Juli 1929 war er Navigationsoffizier auf der Schlesien. Bis 23. September 1929 war er zur Verfügung beim Flottenkommando und wurde anschließend bis 24. September 1931 dort 4. Admiralstabsoffizier. Am 1. Juli 1930 war er hier zum Korvettenkapitän befördert worden. Ende September 1931 war er für ein Paar Tage zur Verfügung des Chefs der Marinestation der Ostsee gesetzt, bevor er bis Anfang Januar 1934 zur Dienstleitung in die Flottenabteilung im Marinekommandoamt der Marineleitung kommandiert wurde. Vom 3. Januar 1934 bis 1. September 1934 war er Kommandeur der I. Schiffsstammdivision der Nordsee und kam dann zur Baubelehrung für den neu in Dienst gestellten Kreuzer Emden, den er später auch kommandieren sollte. Hier wurde er am 29. September 1934 Erster Offizier.
Vom 1. Oktober 1935 mit seiner Beförderung zum Fregattenkapitän bis September 1936 stand er dem Marinekommandoamt zur Verfügung und war daneben als Lehrer an der Luftkriegsakademie in Berlin eingesetzt. Ab 22. September 1936 übernahm er an der deutschen Botschaft in Rom das Amt des Marineattaché. Im April 1939 wurde er von Konteradmiral Werner Löwisch abgelöst, um anschließend bis 28. August 1940 als Kommandant der Emden zu dienen. Zum 29. August 1940 ging er als Chef der militärischen Abteilung der Amtsgruppe Ubootswesen (Skl U I) zur Seekriegsleitung im OKM. Die Amtsgruppe führte er ab 20. Dezember 1940 und übernahm die Amtsgruppe Ubootwesen. Mit der Einrichtung der Dienststelle im Februar 1943 war er anschließend bis zur Auflösung im November 1944 Kommandierender Admiral Ägäis. Am 1. April 1943 wurde er Vizeadmiral. Anschließend war er bis Ende März 1945 Admiral der daraus hervorgegangene Dienststelle des Kommandierenden Admirals westliche Ostsee. Er kam dann bis Kriegsende zur Verfügung des Oberbefehlshabers des Marineoberkommandos Ostsee.
Zu Kriegsende kam er in Kriegsgefangenschaft, aus welcher er am 30. November 1946 entlassen wurde.
Als Kommandierender Admiral Ägäis erhielt er am 28. Oktober 1944 das Ritterkreuz des Eisernen Kreuz verliehen.